# Altéplase
L'altéplase (Actilyse) est une forme recombinante de l'activateur tissulaire du plasminogène utilisé comme médicament thrombolytique lors d'une embolie pulmonaire, d'un infarctus du myocarde ou d'un accident vasculaire cérébral ischémique.

## Dans l'infarctus du myocarde
Son utilisation dans l'infarctus du myocarde date de la fin des années 1980, où il remplace la streptokinase, démontrant un gain sur la mortalité. Son emploi reste toutefois limitée à certains cas, l'angioplastie coronaire s'avérant supérieur à la fibrinolyse lorsqu'elles sont toutes deux réalisées dans les premières heures de l'infarctus. L'altéplase est actuellement réservé au cas où le patient se trouve trop loin d'un centre d'angioplastie.

## Dans l'accident vasculaire cérébral
Utilisée dans les six premières heures d'un accident vasculaire cérébral, l'altéplase améliore le pronostic fonctionnel mais ne joue pas sur la mortalité.

## Dans l'embolie pulmonaire
Elle est réservée aux formes graves d'embolie pulmonaire, le bénéfice semblant peu évident en cas de formes de gravité intermédiaire.

## Médicament dérivé
La ténectéplase ne diffère de l'altéplase que par quelques acides aminés. Elle est aussi utilisée comme fibrinolytique, avec l'avantage d'une administration simplifiée (intraveineuse directe versus perfusion continue).